# Medard Gburczyk
Medard Gburczyk (ur. 21 marca 1916 w Bydgoszczy, zm. 27 lutego 1956 w Warszawie) – polski lekkoatleta specjalizujący się w rzucie oszczepem.
Pierwszy po II wojnie światowej mistrz Polski w rzucie oszczepem (zwyciężył z rezultatem 57,67). Sześciokrotny brązowy medalista mistrzostw kraju (w 1936-1939, 1948 i 1950). Siedmiokrotny reprezentant Polski w meczach międzypaństwowych (w 1937-1939 i w 1950). Czołowy polski oszczepnik ostatnich lat przedwojennych i pierwszych powojennych. Startował w barwach Sokoła Wapno (1935), AZS Poznań (1936) Warszawianki (1937-1939), a po wojnie ZWM Bydgoszcz (1945-1947) oraz klubów warszawskich: Syreny (1948) i Ogniwa (od 1949). Rekord życiowy: 62,59 (11.09.1938, Warszawa). Pierwszy po wojnie polski oszczepnik, który przekroczył barierę 60 metrów. Został pochowany na Starych Powązkach (kwatera 133-6-7)

## Progresja wyników
| Rok           | 1935  | 1936  | 1937  | 1938  | 1939  | 1945  | 1947  | 1948  | 1949  | 1950  |
| Odległość (m) | 56,02 | 55,15 | 60,95 | 62,59 | 62,22 | 57,67 | 60,25 | 59,11 | 54,56 | 58,08 |